# Genusa
Genusa là một chi bướm đêm thuộc họ Geometridae.